# Gouvernement Soler
Îles Baléares
Cañellas IV Matas I
Le gouvernement Soler (en catalan : Govern de Cristòfol Soler) est le gouvernement des îles Baléares du 3 août 1995 au 19 juin 1996, sous la IVe législature du Parlement.

## Historique
Ce gouvernement est dirigé par le nouveau président des îles Baléares conservateur Cristòfol Soler. Il est constitué du seul Parti populaire (PP) et dispose de 30 députés sur 59, soit 50,8 % des sièges du Parlement.
Il est formé à la suite de la démission du président sortant Gabriel Cañellas impliqué dans des affaires de corruption.

### Formation
Le 28 juillet 1995, Cristòfol Soler remporte le vote d'investiture au Parlement par 33 voix favorables et 26 contre. Nommé président le 1er août suivant, le nouveau gouvernement de Cristòfol Soler entre en fonctions le 3 août.

## Composition
| Fonction                                                                           | Titulaire | Titulaire                   | Parti |
| ---------------------------------------------------------------------------------- | --------- | --------------------------- | ----- |
| Président                                                                          |           | Cristòfol Soler i Cladera   | PP    |
| Vice-présidente                                                                    |           | Rosa Estaràs Ferragut       | PP    |
| Conseillère à la Gouvernance                                                       |           | Catalina Cirer Adrover      | PP    |
| Conseiller à l'Économie et aux Finances                                            |           | Jaume Matas i Palou         | PP    |
| Conseiller à la Fonction publique                                                  |           | José Antonio Berastain Díez | PP    |
| Conseiller à la Culture, à l'Éducation et aux Sports                               |           | Bartomeu Rotger Amengual    | PP    |
| Conseiller à l'Agriculture et à la Pêche                                           |           | Mariano Socías Morell       | PP    |
| Conseiller à la Santé et à la Sécurité sociale                                     |           | Bartomeu Cabrer Barbosa     | PP    |
| Conseiller aux Travaux publics, à l'Aménagement du territoire et à l'Environnement |           | Bartomeu Reus Beltrán       | PP    |
| Conseiller au Tourisme                                                             |           | Juan Flaquer Riutort        | PP    |
| Conseiller au Commerce et à l'Industrie                                            |           | Guillem Camps Coll          | PP    |
| Conseiller sans portefeuille                                                       |           | Lucas Prats Ribas           | PP    |